# Marietje Witteveen
Marietje Witteveen – huwelijksnaam: Marie ter Spill-Witteveen – (Enschede, 24 mei 1917 – Den Haag, 30 oktober 1999) was schrijfster en illustratrice van kinderboeken.
In 1937 heeft zij haar opleiding aan de Koninklijke Academie van Beeldende Kunsten in Den Haag afgerond. Ook heeft ze de Rijksnormaalschool voor Teekenonderwijzers in Amsterdam gedaan. Van 1971-1974 heeft ze nog een opleiding aan de Technische Hogeschool in Delft gevolgd.
Zij is lid geweest van de Haagse Kunstkring.
Tussen 1940 en 1950 heeft Witteveen zeven prentenboeken uitgegeven.
Het zijn verhaaltjes over kinderen die niet meer zo braaf zijn. In die tijdsgeest bracht zij dat anders dan in andere jeugdliteratuur gebruikelijk was.
De prenten zijn van modernistische stijl, zijn kleurrijk en zonder lijntjes voor de contouren omgeven.
Witteveen was getrouwd met een jurist en kreeg twee zonen.

## Boeken
- De gouden haan (1940)
- Ik zie (1942)
- Simone en het zuurtje (1943) (Illustraties)
- Rose Marijke gaat op reis (1945)
- De tuintjes (1950)
- Karel en Mienet (1950) - samen met kunstenaar Eddy Dukkers (1923-1996)
- Karel en Mienet 2 (1950)

Bij Witteveen’s jongste zoon zijn nog enkele bijna voltooide prentenboeken gevonden die in 2015 werden tentoongesteld in Museum Meermanno.